# Apex Legends
Apex Legends – strzelanka pierwszoosobowa z trybem rozgrywki battle royale stworzona przez Respawn Entertainment i wydana przez Electronic Arts (EA) 4 lutego 2019 na platformę Microsoft Windows, Xbox One i PlayStation 4.

## Rozgrywka
Apex Legends to strzelanka z trybem rozgrywki battle royale, której akcja odbywa się trzydzieści lat po wydarzeniach z Titanfall 2.
Apex różni się od innych gier typu battle royale tym, że wprowadza do gry legendarnych bohaterów o wyjątkowych zdolnościach. Każda z postaci ma inną specjalizację: walkę, obronę, wsparcie lub zwiad. Gracze są podzieleni na dwu- lub trzyosobowe składy, zależnie od wybranego trybu gry, których każdy gracz wybiera legendę. W jednym meczu może uczestniczyć do dwudziestu walczących ze sobą drużyn. Do wyboru jest szesnaście postaci.
Gracze wyskakują ze statku i lądują na rozległej mapie. Wszyscy uczestnicy wybierają bohaterów (w drużynie nie może być dwóch takich samych postaci) i miejsce gdzie wylądują. Po rozpoczęciu rozgrywki gracz zbiera leżącą na mapie broń, amunicję i pancerze. Obszar gry cały czas ulega zmniejszeniu, jeśli gracz znajdzie się poza granicą tego obszaru – automatycznie traci punkty życia. Rozgrywka kończy się, gdy na polu bitwy pozostanie tylko jedna drużyna.
Gra pozwala na komunikację głosową z członkami drużyny oraz wysyłanie komend dotyczących elementów na mapie takich jak lokalizacja broni, pozycje wrogów czy też miejsca spotkań. Apex jest grą darmową z wbudowanymi mikropłatnościami, umożliwiającymi zakup bohaterów, nagród bitewnych i nowych komunikatów głosowych.

## Odbiór
Apex Legends otrzymał zdecydowanie pozytywny odbiór. 8 godzin po uruchomieniu gry, baza graczy przekroczyła milion. Dzień później było już 2,5 miliona. Trzy dni później gra miała już 10 milionów graczy, z czego milion było aktywnych w tym samym czasie.
Apex Legends został wydany 4 lutego 2019. EA w poniedziałek przed premierą poinformowała, że kwartalne wyniki finansowe nie spełniły oczekiwań. Następnego dnia wartość spółki spadła o 13%. Wraz ze wzrostem popularności gry analitycy uznali jednak, że Apex może stać się godnym konkurentem dla Fortnite Battle Royale. 8 lutego odnotowano największy wzrost wartości spółki od 2014 roku z powodu nagłego sukcesu gry.
20 lutego 2019 organizacja ESL ogłosiła rozpoczęcie współpracy z Apex Legends.

## Kontrowersje
31 października 2024 EA ogłosiła decyzję o zablokowaniu dostępu do gry użytkownikom systemu operacyjnego Linux (w tym Steam Deck działający pod Linuxem). Jako powód podano walkę z cheatami i eksploitami. Spotkało się to z krytyką, m.in. w podkaście „This Week in Linux” Michaela Tunnella (współzałożyciela portalu TuxDigital) i Nicka z kanału „The Linux Experiment”. Według Respawn Entertainment, ta decyzja znacząco zmniejszyła ilość oszustw w grze.